# Bobby Evans
Bobby Evans, właśc. Robert Evans (ur. 16 lipca 1927 w Glasgow, zm. 1 września 2001 w Airdrie) – szkocki piłkarz występujący na pozycji obrońcy, a także trener.

## Kariera klubowa
Evans karierę rozpoczął w 1946 roku w Celtiku i występował tam do roku 1960. W tym czasie wraz z zespołem zdobył mistrzostwo Szkocji (1954), a także dwukrotnie Puchar Szkocji (1951, 1954). W 1960 roku przeszedł do angielskiej Chelsea, grającej w Division One i spędził tam sezon 1960/1961.
Następnie występował w walijskim Newport County, a także w szkockich drużynach Greenock Morton, Third Lanark oraz Raith Rovers. Karierę zakończył w 1968 roku.

## Kariera reprezentacyjna
W reprezentacji Szkocji Evans zadebiutował 23 października 1948 w wygranym 3:1 meczu British Home Championship z Walią.
W 1954 roku został powołany do kadry na mistrzostwa świata. Nie wystąpił jednak na nim w żadnym meczu, a Szkocja odpadła z turnieju po fazie grupowej.
W 1958 roku ponownie był w kadrze na mistrzostwa świata. Tym razem zagrał na nich we wszystkich pojedynkach swojej drużyny, z Jugosławią (1:1), Paragwajem (2:3) oraz Francją (1:2), a Szkocja ponownie zakończyła turniej na fazie grupowej.
W latach 1948–1960 w drużynie narodowej Evans rozegrał 48 spotkań.

## Kariera trenerska
Evans pracował jako grający trener walijskiego Newport County z Division Three, a także szkockiego Third Lanark ze Scottish Division One.